# اسپسارتیت
اسپسارتیت  (به انگلیسی: Spessartite) با فرمول شیمیایی Mn3Al2[SiO4]3 از مجموعه کانی هاست و خواص فیزیکی و شیمیایی اسپسارتیت شبیه گروناست از نام محل Spessart در آلمان غربی گرفته شده‌است. گاه حاوی Ti می‌باشد. (Schorlomite) متغیر - برای ایزومورف‌های مرتبه بالای آن عناصر Mg- Fe - Ca- Al- V -Cr -Zr -Ti -Mn - Y در کانیها به صورت اولیه یافت می‌شوند. برای اولین بار در چک اسلواکی کشف شد و از نظر شکل بلور: منشوری - پهن و کوتاه، رنگ: زرد نارنجی تا قهوه‌ای قرمز، شفافیت: غیر شفاف - نیمه شفاف و در رده‌بندی سیلیکات است و منشأ تشکیل آن ماگمائی - پگماتیتی - دگرگونی است.
کاربرد آن: گاه به عنوان سنگ ظریف و تزئینی مصرف می‌شود.، از نظر ژیزمان فراوان است و بیشتر در آلمان، لهستان، فنلاند، سوئد، روسیه، ماداگاسکار، کانادا، آمریکا، برزیل، سری لانکا، ژاپن، استرالیا یافت می‌شود.